# Minamisatsuma, Kagoshima
Minamisatsuma (南さつま市 Minamisatsuma-shi) là một thành phố thuộc tỉnh Kagoshima, Nhật Bản.